# Talang Lahat
Talang Lahat is een bestuurslaag in het regentschap Rejang Lebong van de provincie Bengkulu, Indonesië. Talang Lahat telt 336 inwoners (volkstelling 2010).